# ژان متزینگر
ژان متزینگر (فرانسوی: Jean Metzinger‎؛ (تولد ۲۴ ژوئن ۱۸۸۳ نانت – فوت ۳ نوامبر ۱۹۵۶ پاریس) نظریه‌پرداز، نویسنده، منتقد، شاعر و نقاش اهل فرانسه بود که با همکاری آلبرت گلایزز، برای توسعه مبانی نظری کوبیسم تلاش کرد.